# Baby blue
Baby blue est la trente-cinquième histoire de la série Les Tuniques bleues de Lambil et Raoul Cauvin. Elle est publiée pour la première fois du no 2398, no 2447 et no 2457 du journal Spirou, puis en album en 1986.

## Résumé
Cet album est une série d'histoires concernant un bébé que le sergent Chesterfield et le caporal Blutch ont trouvé dans le désert et ramené à Fort Bow où Amélie Appletown va s'en occuper.

## Personnages
- Sergent Chesterfield
- Caporal Blutch
- Colonel Appeltown
- Amélie Appeltown
- Tripps
- Brian
- Plume d'argent